# Heilige-Drievuldigheidscollege
Het Heilige-Drievuldigheidscollege is een katholieke school ingericht door de paters Jozefieten in het hartje van Leuven. De school had een basisschool die vanaf het schooljaar 2022-2023 gefaseerd is verdwenen. De lagere scholen van Sint-Pieterscollege, Paridaens en het Heilige-Drievuldigheidscollege zijn al enige tijd gefusioneerd en bevinden zich nu allemaal op de campus van Paridaens. In de tweede en derde graad biedt deze school domeinoverschrijdende doorstroomrichtingen aan. Dit was het vroegere ASO.

## Historiek
De school werd in 1843 gesticht door kanunnik Constant Van Crombrugghe, stichter van de Congregatie van de Jozefieten. De hoofdingang van de school bevindt zich op het uiteinde van de Oude Markt, de achterzijde van de school bevindt zich aan het Pater Damiaanplein waar het stoffelijk overschot van de Heilige Damiaan van Molokai rust in de crypte van de Sint-Antoniuskapel. De Jozefieten beschikten in het Egenhovenbos in Heverlee ook sinds 1870 over een buitengoed voor de paters en leerlingen. Het werd tot 2010, wanneer dit verkocht werd, nog voor bezinningen en buitenschoolse activiteiten door de school gebruikt. Het landgoed werd in 1870 gehuurd van de hertog van Arenberg. Na de Eerste Wereldoorlog werd het eigendom genationaliseerd en konden de Jozefieten het Jozefietengoed in 1924 van de Belgische staat aankopen. De school zelf, en het aangrenzende klooster van de orde, werd op 12 mei 1944 zwaar getroffen door een bombardement van de geallieerde luchtmacht.
In 2001 besloot men Leuvense Katholieke Scholen aan de Dijle (LKSD) als inrichtende macht te kiezen. De school is ook lid van de scholengemeenschap Katholieke Scholen Leuven (KSLeuven).
Begin 2019 besloot de inrichtende macht met een plan "perron3000" naar buiten te komen. Dit botste op bijzonder veel protest en onrust van leerlingen en ouders, maar ook van politici. Onder andere Lorin Parys liep mee in een protest tegen perron3000. Perron3000 was een plan in het kader van de Bestuurlijke Optimalisatie en Schaalvergroting van het Katholiek Onderwijs. Men had het voorstel om het Sint-Pieterscollege, het Heilige-Drievuldigheidscollege en het Paridaensinstituut te laten fusioneren tot één school. De kritiek die kwam op dit plan was dat het niet participatief tot stand was gekomen, dat het de structuren op de leerlingen vooropstelde, dat men eenheidsworst zou inrichten en dat het op een bijzonder korte termijn ingevoerd zou worden. Naast de protesten werden ook verschillende klachten ingediend tegen de schoolbesturen bij de commissie zorgvuldig bestuur van het Departement Onderwijs. Uiteindelijk werd na veel protest het plan opgegeven door de inrichtende macht. Er werd een bemiddelaar aangesteld.

## Bekende oud-leerlingen
- Charles-Jean de La Vallée Poussin
- Philip Verheyen
- Félicien Marceau
- Peter Vandenbempt
- Jef Aerts
- Michel Wuyts
- Luc Steeno
- Eddy Demarez
- Guido Eekhaut
- Arnout Hauben
- Elisabeth Lucie Baeten
- Amber Broos

## Bekende oud-leerkrachten
- Jan Simoen (schrijver)